# Stadion Robotniczy
Stadion Robotniczy (chiń. 工人體育場; pinyin Gōngrén Tǐyùcháng) – nieistniejący stadion wielofunkcyjny, usytuowany w północno-wschodniej części Pekinu. Posiadał miejsca dla 64 000 widzów. Był drugim co do wielkości tego typu obiektem w Pekinie zaraz po Stadionie Narodowym.

## Historia
Został wzniesiony w 1959, jako jeden z tzw. dziesięciu wielkich budynków, których budowa miała uczcić 10. rocznicę powstania Chińskiej Republiki Ludowej. Obiekt był najważniejszą areną Igrzysk Azjatyckich w 1990. W 2001 stadion był główną areną uniwersjady.
W latach 2006–2008 przeszedł gruntowną przebudowę w ramach przygotowań do igrzysk olimpijskich w 2008. W wyniku przeprowadzonych prac pojemność stadionu zmniejszyła się do 62 000 widzów. Zmodernizowano także oświetlenie stadionu, poprawiono pomieszczenia do których wdzierała się woda, a także zainstalowano ekologiczne rozwiązania. W ramach piłkarskiego turnieju na Igrzyskach odbyły się tu między innymi mecze ćwierćfinałowe i półfinałowe. Po zakończeniu Igrzysk obiekt stał się miejscem rozgrywania spotkań ligowych drużyny Beijing Guo'an.
4 stycznia 2020 roku ogłoszono, że Stadion Robotniczy będzie areną zmagań w ramach Pucharu Azji 2023. W październiku 2020 potwierdzono, że obecny stadion zostanie zburzony, a jego miejsce powstanie zupełnie nowy stadion.